# Генеральный штаб (Германия)
Германский генеральный штаб (нем. Generalstab) — в военной истории Германии — специальный корпус штабных офицеров, обеспечивающих работу высшего военного командования, а также специальный институт, орган высшего командования различными видами вооружённых сил.

## История
Датировка появления Генеральных штабов в Германских (немецких) государствах в том числе и в Пруссии, как органа стратегического планирования военных действий, против своих противников, представляет определённую проблему в связи с тем, что данное формирование вооружённых сил создавалось и получало свои функции постепенно, в ходе ряда последовательных преобразований военных ведомств немецких (германских) государств. Фридрих «Великий» первый задался целью специально подготавливать прусских (немецких, германских) офицеров для службы Генерального штаба.

## Прусский период
Прусский Генеральный штаб стал результатом прусской военной реформы, проводившейся в 1807—1814 годах. Предшественником Генерального штаба был образованный в 1787 году Квартирмейстерский штаб прусской армии, который представлял собой группу адъютантов и офицеров инженерных войск. Прусская военная реформа, и в частности создание Генерального штаба, явились результатами тех выводов, которые правительство Пруссии сделало из поражений прусской армии в войнах с Наполеоном.
Начиная с 1803 года, и особенно после поражений 1806 года усилиями Гойзау и Массенбаха Генеральный штаб стал чётко регламентированной организацией, ответственной за топографию, теорию военного дела и оперативное планирование.
С 1808 года под руководством Г. И. Д. Шарнхорста Генеральный штаб стал центральным органом управления во вновь основанном военном министерстве Пруссии. Подготовка кадров для Генерального штаба была возложена на Прусскую военную академию, созданную Г. И. Д. Шарнхорстом в 1810 году. К армейским бригадам, также сформированным в рамках реформы, были прикреплены офицеры Генерального штаба, тем самым Генеральный штаб стал своего рода центром нервной системы прусской армии.
В 1813—1815 годах прусским Генштабом под руководством сначала Г. И. Д. Шарнхорста (до июня 1813 года), а затем Гнейзенау были подготовлены оперативные планы войны против Наполеона. В частности, планы прусского Генштаба лежали в основе взятия Парижа в 1814 году и битвы при Ватерлоо.
Прусский Генштаб показал свою высокую эффективность в ходе освободительной войны против Франции и объединительных войн. Военное планирование осуществлялось им на военно-научной базе. Деятельность Генштаба включала в себя изучение опыта боевых действий, разработку перспективных планов (в зависимости от политической ситуации), развитие картографической базы, решение вопросов управления и военной логистики, в том числе осуществлялся контроль за развитием дорожной сети с военной точки зрения. Настойчиво проводилась линия, согласно которой каждый офицер должен иметь личный подход к исполнению полученных приказов, поскольку при заданной цели он сам должен принимать решения о путях её достижения.
Демонстрацией мощи Большого Генерального штаба стала битва при Садовой в 1866 году, в которой тогдашнему руководителю Генштаба Хельмуту фон Мольтке удалось одновременно привести три прусские армии на поле сражения, в результате чего была разгромлена австрийская армия.
Выражение «по-генштабному» (generalstabsmäßig) до сих пор широко распространено в немецком языке как обозначение качественного плана, ничего не оставляющего на волю случая. В своё время прусский Большой Генеральный штаб считался образцом для других германских армий. Иностранные государства командировали офицеров в Берлин для изучения его работы или просили прислать немецких генштабистов в качестве инструкторов.
Руководители Генерального штаба в прусский период
С момента введения должности начальника Генерального штаба (начальник штаба прусской армии, начальник генерального штаба армии):
- Генерал-лейтенант К. Мюффлинг[2] — с 11 января 1821 (1820[2]) года по 21 января 1829 года.
- Генерал от инфантерии В. Краузенек[4] — с 29 ноября 1829 года по 13 мая 1848 года.
- Генерал от кавалерии К. Райер — с 13 мая 1848 года по 07 октября 1857 года.
- Генерал-фельдмаршал Х. К. Б. Мольтке[5] — с 29 октября 1857 года по 10 августа 1888.

## Во времена Германской империи
В имперский период Германии система Генерального штаба включала в себя центральный «Большой Генеральный штаб» в Берлине, штабы соединений и прикомандированных к дивизиям офицеров Генерального штаба. Начальник Генерального штаба являлся шефом всех офицеров Генерального штаба, независимо от места их службы. Еще в Пруссии при Мольтке Генеральный штаб и его начальник приобрели особое политическое значение. Это значение определялось правом прямого доклада кайзеру как верховному главнокомандующему, что предоставляло возможность принимать решения в обход имперского канцлера и рейхстага.
В 1917 году Орган начальника генерального штаба действующей армии назывался «Верховное руководство армии» (Oberste Heeresleitung), и оно состояло из следующих отделов:
- 1) центральный;
- 2) оперативный (включая боевое снабжение и отделение Балкан);
- 3) иностранных армий;
- 4) военно-политический;
- 5) отдел агентурной разведки;
- 6) иностранный отдел и Берлине;
- 7) отдел генерал-квартирмейстера (пополнение армии, оккупированные местности, военно-судебное дело, ветеринарное дело, интендантство, военно-санитарное дело, автомобильное дело, парки и обозы, почта, секретная полевая полиция, уполномоченные генерал-квартирмейстера по делам Западного и Восточного фронтов, по делам торговых взаимоотношений с Россией и так далее);
- 8) начальник железно-дорожного дела;
- 9) генерал-инспектор артиллерийских школ боевой стрельбы;
- 10) начальник сапёрных войск;
- 11) начальник связи;
- 12) командующий воздушными силами;
- 13) военно-топографический отдел;
- 14) уполномоченный по наблюдению за обучением в тылу Западного фронта;
- 15) уполномоченные генералы в Вене, Софии и Константинополе[6].

Руководители Большого Генерального штаба
- Генерал-фельдмаршал Мольтке — с 28 октября 1857 до 10 августа 1888. Мольтке был последним шефом прусского Генерального штаба и первым шефом Большого Генерального штаба.
- Генерал от кавалерии фон Вальдерзее — с 10 августа 1888 до 7 февраля 1891.
- Генерал от кавалерии Альфред фон Шлиффен — с 7 февраля 1891 до 1 января 1906.
- Генерал-полковник Мольтке младший — с 1 января 1906 года до 14 сентября 1914.
- Генерал от инфантерии фон Фалькенхайн — с 14 сентября 1914 до 29 августа 1916.
- Генерал-фельдмаршал фон Гинденбург — с 29 августа 1916 до 3 июля 1919.

Первые генерал-квартирмейстеры при Гинденбурге:
- Генерал от инфантерии Людендорф — с 29 августа 1916 до 26 октября 1918.
- Генерал-лейтенант Грёнер — с 30 октября 1918 до 15 июля 1919.

## При Веймарской республике
Германский генеральный штаб был ликвидирован в 1919 году, но стал восстанавливаться с 1920 года в Германской республике. С 1932 года он начал осуществлять тайную программу расширения вооружённых сил республики (рейхсвера).

## В годы национал-социализма
К 1938 году в Германии сложилась сложная организационная система генерального штаба. Эта система включала штаб оперативного руководства, входивший в Верховное командование вооружёнными силами (ОКВ), генеральные штабы сухопутных войск, авиации, флота. Основную роль в руководстве вооружёнными силами на фронтах играло Верховное командование сухопутных войск (ОКХ).

## После второй мировой войны
Генеральный штаб был расформирован в рамках процесса демилитаризации Германии и восстановлен только в ноябре 1957 года. В октябре 2012 года он был снова упразднён: на замену ему пришло Армейское командование.